# Stazione di Mergnano
La stazione di Mergnano è stata una stazione ferroviaria a servizio del comune di Mergnano. Era posta sulla linea Castelraimondo-Camerino.

## Storia
Fu inaugurata l'11 aprile 1906 assieme alla ferrovia Castelraimondo-Camerino. Fu chiusa l'8 aprile 1956 insieme alla linea.